# Corrado Viciani
Corrado Viciani (* 3. Dezember 1929 in Bengasi, Italienisch-Libyen; † 12. Februar 2014 in Castiglion Fiorentino, Italien) war ein italienischer Fußballspieler und späterer -trainer. Als Spieler wenig in Erscheinung getreten, coachte Viciani später eine ganze Reihe von Vereinen im italienischen Fußball, unter anderem Ternana Calcio, die US Palermo oder die US Avellino.

## Spielerkarriere
Corrado Viciani, geboren 1929 im damals zu Italien gehörenden Bengasi, heute Libyen, begann mit dem Fußballspielen beim Verein Castiglionese. Dort entdeckten ihn die Talentspäher des AC Florenz, wo Viciani schließlich im Sommer 1948 mit neunzehn Jahren unter Vertrag genommen wurde. In Florenz verlebte Corrado Viciani seine nächsten fünf Jahre als aktiver Fußballspieler, schaffte aber zu keinem Zeitpunkt den Sprung zum dauerhaften Stammspieler. Dennoch war Viciani dabei, als der AC Florenz begann, sich von einem Mittelfeldteam zum Meisterschaftsanwärter zu verbessern. Während die Fiorentina in Vicianis erster Spielzeit noch tief in der Bedeutungslosigkeit der Serie A herumgraupelte, wurde man in den folgenden Jahren immer besser und krönte diese Entwicklung schließlich mit der Meisterschaft in der Serie A 1955/56.
Zu dieser Zeit war Corrado Viciani aber längst nicht mehr in Florenz aktiv, er wechselte im Sommer 1953 zum AC Como in die Serie B. Dort war der Mittelfeldspieler drei Jahre lang aktiv und erreichte in allen drei Spielzeiten Platzierungen im oberen Tabellendrittel der zweiten italienischen Fußballliga, der Aufstieg in die Serie A sollte aber nicht gelingen. Nach 70 Spielen und einem Tor für den AC Como wechselte Corrado Viciani 1956 erneut den Verein und spielte fortan für den CFC Genua in der Serie A. Mit Genua schaffte er in der Saison 1956/57 gerade so den Klassenerhalt mit einem Punkt Vorsprung vor der US Triestina, im Jahr darauf wurde ein Mittelfeldplatz erreicht.
1958 ging Corrado Viciani dann zum mittlerweile längst aufgelösten Verein Tevere Rom, wo er die nächsten zwei Jahre zubrachte und in dieser Zeit 51 Spiele machte. Danach ließ Viciani seine Laufbahn von 1960 bis 1962 zwei Jahre lang bei US Fermana ausklingen. 1962 beendete Corrado Viciani seine fußballerische Laufbahn im Alter von 32 Jahren und wurde anschließend Trainer.

## Trainerkarriere
Schon in den beiden Jahren als Spieler bei US Fermana war Corrado Viciani nebenbei noch als Trainer tätig. Nach zwei Spielzeiten Spielertrainer in Fermana übernahm er 1962 für zwei Jahre Sangiorgese Calcio, danach von 1964 bis 1965 Ravenna Calcio. Von 1965 bis 1967 war Viciani dann Verantwortlicher an der Seitenlinie beim Drittligisten AC Prato, mit dem er zweimal nur sehr knapp am Aufstieg in die Serie B scheiterte.
Im Sommer 1967 begann Corrado Viciani, als Trainer für Ternana Calcio zu arbeiten. Bei diesem Verein, den er in der Drittklassigkeit übernahm, erlebte Viciani die erfolgreichsten Jahre seiner Trainerkarriere. Zu Beginn gewann er mit Terni die Serie C und führte den Verein somit erstmals nach zwanzig Jahren wieder in die Serie B. Dort wurde mit Platz zehn der sichere Klassenerhalt erreicht. Danach verließ Corrado Viciani Ternana Calcio in Richtung Atalanta Bergamo, der Verein aber entwickelte sich in den nächsten Jahren kontinuierlich weiter. In Bergamo scheiterte Corrado Viciani grandios. Nachdem der Verein in der Serie B tief im Keller stand, trennte sich Atalanta von Viciani und installierte im Dezember 1969 Renato Gei als dessen Nachfolger. Corrado Viciani selbst versuchte sich von 1970 bis 1971 bei Taranto Calcio, ehe er 1971 zu Ternana Calcio zurückkehrte. In der Serie B 1971/72 belegte Vicianis Mannschaft nach Ende aller Spieltage den ersten Platz mit einem Punkt Vorsprung vor Lazio Rom und einem weiteren vor dem dritten Aufsteiger US Palermo. Damit stand der erstmalige Aufstieg von Ternana Calcio in die Beletage des italienischen Fußballs fest. Dort hinkte die Mannschaft von Trainer Corrado Viciani jedoch von Beginn an dem Rest der Liga hinterher, konnte im gesamten Saisonverlauf gerade einmal drei Siege erringen und stieg als Tabellenletzter klar wieder ab. Danach endete auch die zweite Amtsperiode von Corrado Viciani bei Ternana Calcio. Doch auch danach sollte der Coach noch zwei weitere Male an die Seitenlinie des umbrischen Vereins zurückkehren. Allerdings waren diese beiden Amtsperioden – einmal von 1981 bis 1983 und einmal kurzzeitig im Jahr 1988 – nicht von dem Erfolg gekrönt, den Viciani zuvor in Terni hatte. In allen drei Fällen wurden nur Platzierungen in den unteren Gefilden der Serie C1 erreicht.
Zur Saison 1973/74 übernahm Viciani beim Zweitligisten US Palermo, mit dem ihm auf Ligaebene nur ein enttäuschender siebter Platz mit sage und schreibe 21 Unentschieden in einer Spielzeit gelang. In der Coppa Italia trumpfte Palermo dann aber ganz groß auf und qualifizierte sich als Erster der zweiten Gruppenphase Gruppe 2 vor Juventus Turin, dem AC Cesena sowie Lazio Rom fürs Endspiel um die Coppa Italia 1973/74, wo man auf den FC Bologna traf. Nach dem Führungstor in der 32. Minute durch Sergio Magistrelli glich Bologna in Person von Giuseppe Savoldi in der Schlussminute aus, die Verlängerung blieb torlos. Damit musste das Elfmeterschießen über den Pokalsieger 1974 entscheiden, wo sich der Favorit aus Bologna mit 4:3 durchsetzte. Im Folgejahr stellte sich die US Palermo dann im Ligabetrieb besser an und verpasste den Erstligaaufstieg diesmal nur sehr knapp gegenüber Hellas Verona.
Mitte der Serie B 1975/76 übernahm Corrado Viciani das Traineramt bei der US Avellino und führte den Verein zu einem Mittelfeldplatz. Im Jahr darauf wurde man Fünfzehnter. Von 1977 bis 1980 coachte Viciani dann SS Cavese in der dritten Liga, danach für ein Jahr Lanerossi Vicenza, stieg mit dem ehemaligen italienischen Vizemeister aber in die Serie C1 ab. Mehr und mehr verschwand Corrado Viciani jetzt im unterklassigen Fußball, hervorzuheben ist neben den weiteren Tätigkeiten in Terni vielleicht noch sein Engagement bei US Foggia oder beim AS Livorno. 1991 beendete Corrado Viciani seine Trainerlaufbahn im Alter von 62 Jahren.

## Erfolge
- Serie B: 1×

1972/72 mit Ternana Calcio
- Serie C: 1×

1967/68 mit Ternana Calcio